# Lapptjärnen (Kalls socken, Jämtland)
Lapptjärnen är en sjö i Åre kommun i Jämtland och ingår i Indalsälvens huvudavrinningsområde. Lapptjärnen ligger i Skäckerfjällen Natura 2000-område. Sjöns area är 0,032 kvadratkilometer och den är belägen 650 meter över havet.